# St Erth
Koordinaten: 50° 9′ N, 5° 25′ W
| \| St Erth \|    |
| Lage von St Erth |
| St Erth          |

| St Erth |

St Erth (kornisch: Lannudhno oder Praze Pras) ist ein Ort und eine Gemeinde
im ehemaligen District Penwith der Grafschaft Cornwall in England. Die Gemeinde grenzt im Westen an Ludgvan, im Norden an Hayle, im Süden an St Hilary und im Osten an den ehemaligen District Kerrier.
Der Name des Ortes kommt von dem irischen Heiligen St. Erc, der während des Mittelalters die Bevölkerung Cornwalls missionierte.
Die jetzige Kirche wurde um 1215 erbaut. Eine andere Kirche soll auf dem St Erth Hill gestanden haben und von dort das ganze Dorf überblickt haben. Der Ort hat einen Kilometer vom Ortskern entfernt einen Bahnhof an der Cornish Main Line Plymouth–Penzance, der Ausgangspunkt der St Ives Bay Line.

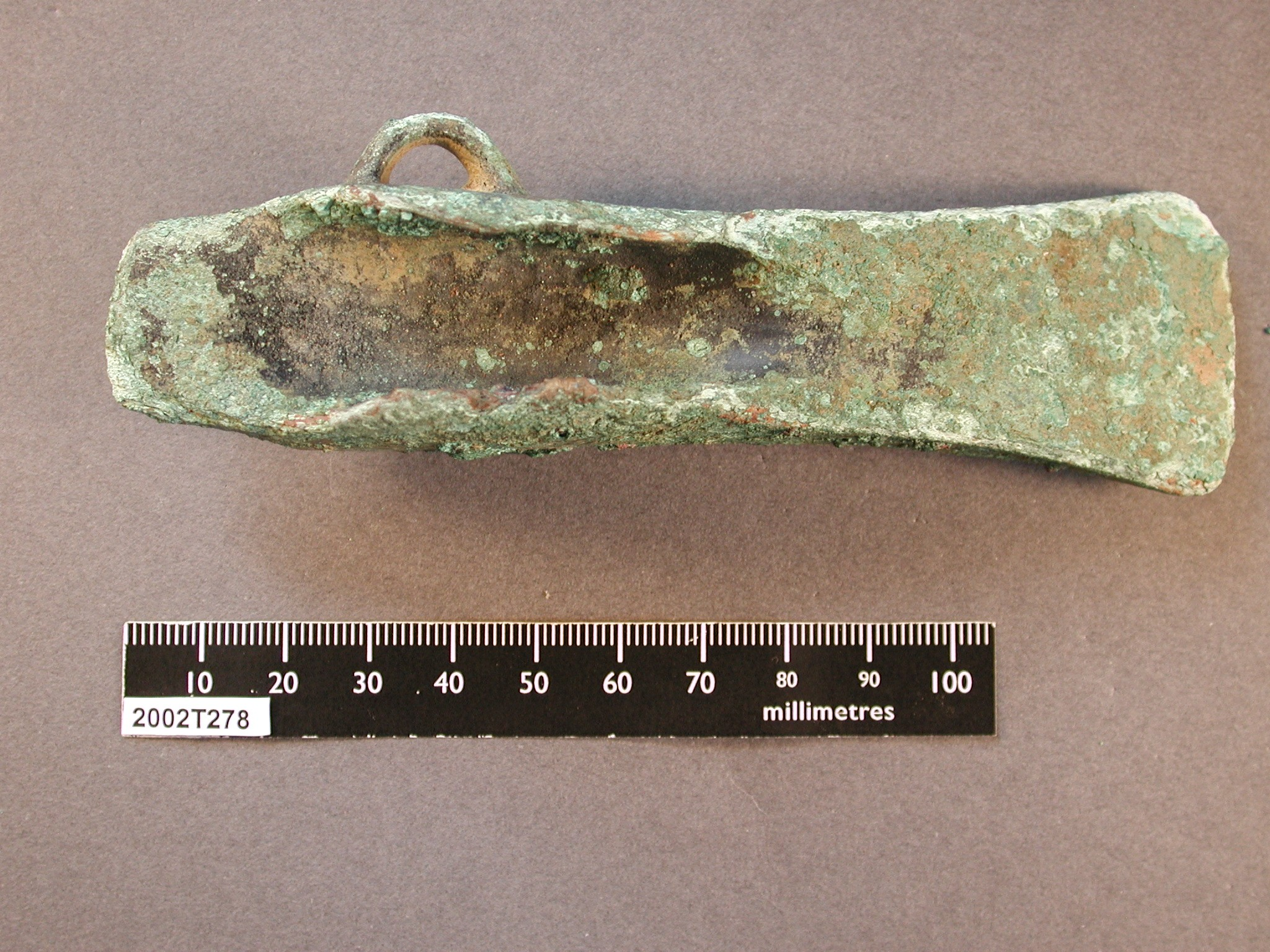
Axtfragment

Das Star Inn im Ortszentrum ist ein altes Gasthaus, das bereits seit dem 15. Jahrhundert besteht und früher ein Rastplatz für Kutscher war, die das Zinn der Bergwerke Penwiths transportierten.
Die bronzezeitlichen St Erth Horte stammen aus dem 9. und 8. Jahrhundert v. Chr., wurden 2002 und 2003 ausgegraben und enthielten Bronze-/Kupferfragmente. 
In St Erth wurde 1767 der Geologe, Politiker und Schriftsteller Davies Gilbert († 1839) geboren.

## Weblinks

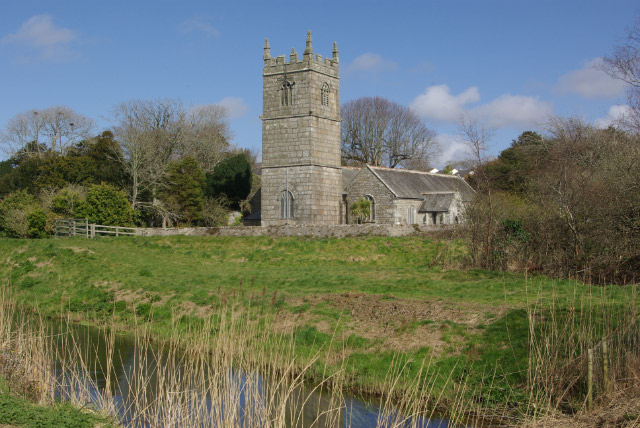
Die Kirche von St Erth